# Пшигонь (Лодзинське воєводство)
Пшигонь (пол. Przygoń) — село в Польщі, у гміні Добронь Паб'яницького повіту Лодзинського воєводства.
У 1975-1998 роках село належало до Серадзького воєводства.